# Ryszard Piegza

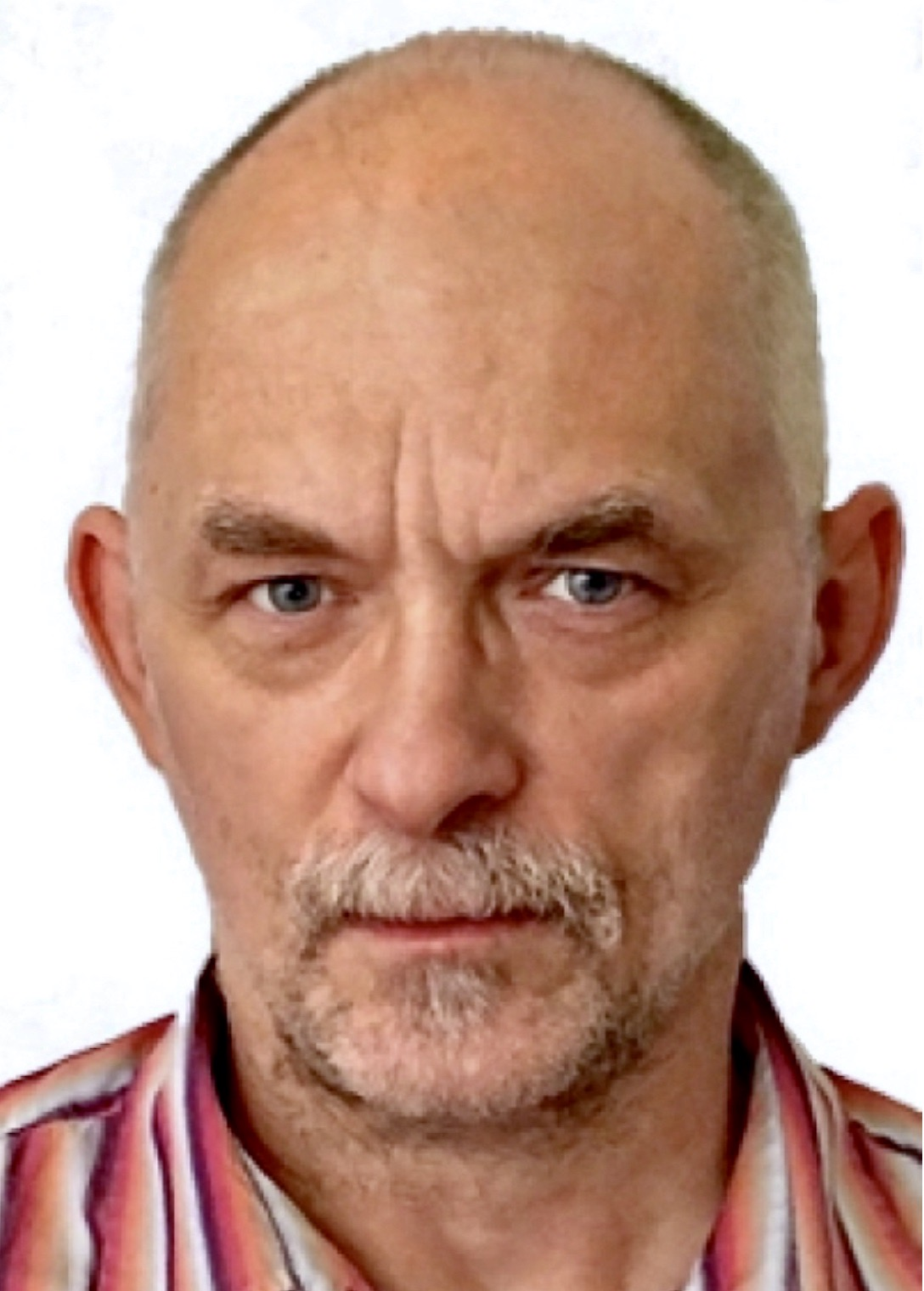

Ryszard Piegza (ur. 10 czerwca 1954 w Trzebnicy) – polski artysta rzeźbiarz, performer, artysta intermedialny od 1977.
Od 1978 do 1982 prowadził Krąg Współistnienia – Ambasada Lingua. W 1982 wyemigrował do Paryża, gdzie w 1988 założył Wizya Video Art Action, ośrodek zajmujący się organizacją i dokumentacją spotkań artystycznych i działań z zakresu sztuk performatywnych. 
W maju 1998, wspólnie z Michelem Giroud i Charlesem Dreyfusem, zorganizował wideokonferencję "DADA-FLUXUS". Odbyła się ona w George Maciunas's Office w Centrum Sztuki Współczesnej w Wilnie. 
Jest również inspiratorem Festiwalu Interakcje i Akademii Sztuk Innych w Piotrkowie Trybunalskim. Jest członkiem IAPAO (International Association of Performance Artists and Organizers).